# Teoria del complotto del Love Jihad
Love jihad (in malayalam ലൗ ജിഹാദ്‌), o Romeo Jihad, sono i nomi con i quali ci si riferisce a una teoria del complotto che sostiene l'esistenza di un'attività di conversione all'islam presente negli Stati federati di Kerala e Karnataka dell'India. Sullo sfondo di un islamismo ben radicalizzato nei territori limitrofi a Paesi musulmani, a volte protagonista di disordini per motivi etnoreligiosi e atti di terrorismo, l'India affronta sempre più con preoccupazione il fenomeno dell'islamizzazione di alcuni territori; la love jihad (let. "jihad dell'amore") potrebbe quindi essere nata come leggenda metropolitana sviluppatasi sull'onda di questi eventi sociali, sfruttando il timore delle comunità cristiane e indù.
L'attività consisterebbe nell'avvicinare giovani ragazze non musulmane, specie universitarie, allo scopo di farle innamorare, quindi cadendo nel matrimonio, forzandole alla conversione all'Islam. Sebbene le associazioni islamiche di Kerala e Karnataka abbiano rigettato la fondatezza di questa speculazione, alcune autorità politiche e religiose induiste e cristiane continuano a credere nella effettiva esistenza di questa "pratica", mostrandosi preoccupate per la segnalazione di nuovi presunti casi di conversioni eseguite in questo modo.
All'aumentare delle richieste, da parte di cristiani e induisti, di verificare l'effettiva esistenza di questa pratica di raggiro, il governo del Kerala ha condotto un'inchiesta ufficiale nel 2009, arrivando alla conclusione che sebbene non vi è prova certa dell'esistenza di una organizzazione nota come Love Jihad", "vi sono motivi per sospettare 'tentativi concentrati' di convincere le ragazze a convertirsi all'islam dopo essersi innamorate di ragazzi musulmani". Tuttavia, ci sono prove che confermano, anche, che un gran numero di ragazze induiste si siano convertite all'Islam per loro libera scelta.